# Žagubica
Žagubica (Servisch: Жагубица) is een gemeente in het Servische district Braničevo.
Žagubica telt 14.823 inwoners (2002). De oppervlakte bedraagt 760 km², de bevolkingsdichtheid is 19,5 inwoners per km².

## Plaatsen in de gemeente
| - Bliznak - Breznica - Vukovac - Žagubica - Izvarica - Jošanica - Krepoljin - Krupaja - Laznica | - Lipe - Medveđica - Milanovac - Milatovac - Osanica - Ribare - Selište - Sige - Suvi Do |